# Пронин, Василий Прохорович
Василий Прохорович Пронин (25 декабря 1905 года, деревня Павлово Касимовского уезда) Рязанской губернии, Российская Империя — 12 октября 1993 года, Москва, Россия) — советский государственный и партийный деятель.
В 1925 году вступил в ВКП(б), член ЦК партии (1941—1956, кандидат с 1939).
В 1946—1950 годах депутат Верховного Совета СССР.

## Биография
Сын крестьянина.
В 1926 — 1929 годах токарь и секретарь комсомольской ячейки на фабрике «Свобода» (Москва).
С 1929 года на комсомольской работе. В 1929—1931 на работе в Краснопресненском и Октябрьском райкомах комсомола.
Окончил Институт красной профессуры (1933).
В 1933—1935 зам. секретаря райкома ВКП(б) Тувинской республики. С 1935 секретарь парткома 2-го часового завода (Москва). С 1937 года секретарь, в 1937—1938 1-й секретарь Ленинградского райкома ВКП(б) (Москва). В 1938 зав. отделом партийных кадров, в 1938—1939 секретарь Московского городского комитета ВКП(б).
С 14 апреля 1939 года по январь 1940 года председатель Моссовета.
С января 1940 года по 7 декабря 1944 года председатель Мосгорисполкома.
«Это был человек, которому его неуемная энергия и незаурядные организаторские способности, выдержка и хладнокровие в критических ситуациях снискали среди москвичей огромный авторитет». По оценке российского историка, ведущего научного сотрудника Института российской истории РАН Елены Сенявской, выступление по радио председателя Моссовета В. П. Пронина помогло в значительной степени прекратить Московскую панику 1941 года. На следующий день после его выступления паническое бегство прекратилось, город изменился, на улицах появились военные и милицейские патрули, заработали даже такси.Сотрудник археологического института, будущий крупный историк Михаил Рабинович пишет, что многих москвичей в самую тяжёлую зиму сорок первого спасла «пронинская мука».
Именно по решению Моссовета в октябре всем работающим выдали двойную норму зарплаты. Были дважды отоварены продуктовые карточки. А сверх того выдали по паре пудов муки.
Оказывается, Пронину позвонил Микоян и сообщил, что на ряде элеваторов скопились большие запасы муки. Товар горючий, попадёт одна бомба-зажигалка – пиши пропало. Сгорит всё подчистую. Нужно принимать решение.
Пронин решает раздать избыточную муку жителям города. Вспоминал, что за это решение ему пытался попенять даже Берия. Что за безобразие, кто разрешил разбазаривать государственную муку!
Вопрос самоуправства Пронина обсуждался даже на совещании у Сталина. Именно вождь подтвердил – решение верное, людям нужно помочь.
```
Партийный руководитель на переднем крае – руководит строительством оборонительных сооружений города.
```

На одном из участков окопы копают девушки-ткачихи с «Трёхгорной мануфактуры». Командует ими молодцеватый и подтянутый мужчина в шинели.
Молодцеватому шестьдесят один год. Оказалось, это Николай Ильич Подвойский – легендарный революционер. Один из командиров штурма Зимнего дворца.
Подвойский докладывает, что работа идёт день и ночь. Девушки выбиваются из сил, но домой никто не просится. Все понимают, что иначе столицу не отстоять.
На прощание старый большевик отведёт Пронина в сторонку и тихонько скажет – неудобно просить, но надо бы норму выдачи каши девушкам увеличить. Работа крайне тяжёлая.
А вот ещё один случай из того же рассказа. На другой участок строительства приехали в конце октября. Ледяной ветер, дождь, грязь по колено. На дне противотанкового рва работают лопатами насквозь промокшие люди.
Пронин спрашивает от какой организации такие стойкие – отвечают артисты Большого театра. Какие просьбы, чем помочь – просят новые лопаты и дров сушить одежду.
«Мы предлагаем прислать замену. Обиделись – что мы, дезертиры, что ли, на фронте ещё тяжелее. Всё перетерпим, всё выдержим. Лишь бы отстояли нашу Москву».
В 1944—1946 первый заместитель председателя Совнаркома РСФСР. С 15 мая 1946 по 15 марта 1953 министр трудовых резервов СССР. Затем в 1953 году заместитель Председателя Госплана СССР.
В 1953—1954 1-й зам. министра лесной и бумажной промышленности СССР, с 1954 заместитель министра транспортного строительства СССР. В 1957 уволен на пенсию.
Похоронен на Кунцевском кладбище.

## Награды
- 2 ордена Ленина:

1. 13.07.1940 — за «успешную работу по осуществлению генерального плана реконструкции города Москвы»

- орден Трудового Красного Знамени
- орден Дружбы народов